# Otto Magnusson
Ernst Otto Magnusson i Tumhult, född 29 oktober 1864 i Vislanda, Kronobergs län, död 23 augusti 1939 i Tumhult, Agunnaryd, Kronobergs län, var en svensk hemmansägare och riksdagsman (högerpartist), förste vice talman i andra kammaren.
E.O. Magnusson – så skrev han sig alltid – ägde Tumhults gård i Agunnaryd från 1903 och omtalades i politiska kretsar alltid med sitt gårdsnamn "Tumhult". Han började tidigt deltaga i allmänna angelägenheter och valdes 1903 till ledamot av andra kammaren för Sunnerbo domsagas östra valkrets (han valdes senare in av Kronobergs läns västra valkrets och av Kronobergs läns valkrets). I riksdagen var han suppleant i bevillningsutskottet 1907 och var 1910–1934 ledamot av konstitutionsutskottet. Han var även ledamot av såväl hemliga utskottet (1919–1921) och utrikesnämnden (1921–1936) som ett flertal särskilda utskott, bland annat fattigvårdsutskottet 1918, författningsutskottet 1919 och försvarsutskottet 1924. 
Vid inträdet i riksdagen slöt sig Magnusson, som var högerman av moderat kynne, till Lantmannapartiet, i vars förtroenderåd han invaldes. Efter sammanslagningen 1912 av Lantmannapartiet och Nationella framstegspartiet tillhörde han Lantmanna- och borgarepartiets förtroenderåd 1914–1934 och högergruppens förtroenderåd 1935–1936, bland vilkas inflytelserikaste medlemmar han räknades. Han var en av partiledaren Arvid Lindmans närmaste förtrogna och räknades som den, näst efter denne, mest inflytelserike i partiet. Han var på sin tid en legendarisk politiker, som syntes mindre än han verkade. Han yttrade sig ogärna i kammardebatten men var mycket aktiv i andra sammanhang och ansågs som en mycket skicklig förhandlare med andra partier. Hans slagfärdighet var legendarisk och det går många anekdoter om detta. Han var 2:e vice talman i andra kammaren 1933–1934 och 1:e vice talman där 1935–1936.  
Utanför riksdagen togs Magnusson i anspråk för utredningsuppdrag och tillhörde 1907 års fattigvårdslagstiftningskommitté, 1916 års kommitté ang. stöd åt skattetyngda kommuner, 1920 års sparbankslagstiftningssakkunniga, 1928 års ägofredskommitté, 1928 års utredning om järnvägs hägnadsskyldighet, 1929 års kommitté ang. sparbankstillsynen och 1929 års skatteutjämningsberedning. Han var ordförande i 1929 års kommitté ang. lantbruksingenjörsavlöningen och 1930 års lantmäterilönesakkunniga. Magnusson var landstingsman 1899–1934 och från 1921 ordförande i Kronobergs läns landsting. Han var också ombud för Växjö stift vid kyrkomötet 1925, 1926 och 1929, där han tillhörde kyrkolagsutskottet.
Otto Magnusson var far till riksdagsmannen Erik Magnusson i Tumhult. Hans svärfar var riksdagsmannen i bondeståndet och andra kammaren Carl Isak Bengtsson i Össlöv Nästagård.